# Thomas Thomson (kemist)
Thomas Thomson, född 12 april 1773 i Crieff, Perthshire, död 2 juli 1852 i Kilmun, var en skotsk kemist. Han var far till botanikern Thomas Thomson samt farbror och svärfar till läkaren Robert Thomson. 
Thomson blev 1799 medicine doktor i Edinburgh och var 1818–1841 professor i kemi i Glasgow. Han är bekant genom ett mycket stort antal kemiska och mineralogiska undersökningar. Såväl genom sina experimentella undersökningar som genom sina gedigna läroböcker bidrog han väsentligt till atomteorins utbredning, i mineralogin införde han bruket av kemiska formler. Han utgav bland annat A System of Chemistry (fyra band, 1802), History of the Royal Society of London (1812) och Travels in Sweden (1813). Han invaldes som Fellow of the Royal Society of Edinburgh 1805, som Fellow of the Royal Society 1811 och som korresponderande ledamot av svenska Vetenskapsakademien 1815.